# Puigventós
|  | Per a altres significats, vegeu «Puigventós (desambiguació)». |

El Puigventós és un nucli predominantment residencial al terme municipal de Cruïlles, Monells i Sant Sadurní de l'Heura, de 403 habitants (2015). Es troba adjacent a la Bisbal d'Empordà i aproximadament a 1 km del nucli històric de Cruïlles. S'ha convertit en un barri d'expansió de la Bisbal.
Durant la dècada dels 2000 va transcendir als mitjans per la polèmica i el descontentament veïnal al voltant de l'abocador que es va construir al contigu paratge de Vacamorta, i la seua hipotètica relació amb l'increment de nitrats a les aigües. El novembre de 2014, després d'una sentència del TSJC el 2011 i ratificada pel Tribunal Suprem d'Espanya el 2014, el govern de la Generalitat demana aturar-ne l'activitat.